# Élections générales espagnoles de 2023 en Castille-et-León
Les élections générales espagnoles de 2023 (en espagnol : Elecciones generales de España de noviembre de 2023) se tiennent le 23 juillet 2023 afin d'élire les 350 députés et 208 des 266 sénateurs de la XVe législature des Cortes Generales. 31 députés sont élus en Castille-et-León.

## Résultats

### Total régional
| Parti                  | Parti                                                   | Voix      | %     | +/-  | Sièges | +/-           |  |
| ---------------------- | ------------------------------------------------------- | --------- | ----- | ---- | ------ | ------------- |  |
|                        | Parti populaire (PP)                                    | 594 485   | 41,54 | 9,91 | 18     | 5             |  |
|                        | Parti socialiste ouvrier espagnol (PSOE)                | 462 788   | 32,34 | 1,07 | 12     | en stagnation |  |
|                        | Vox                                                     | 197 172   | 13,78 | 2,83 | 1      | 5             |  |
|                        | Sumar                                                   | 100 737   | 7,04  | 2,30 | 0      | en stagnation |  |
|                        | Union du peuple léonais (UPL)                           | 23 201    | 1,62  | 0,88 | 0      | en stagnation |  |
|                        | Liste commune EV-SY!                                    | 14 039    | 0,98  | Nv.  | 0      | en stagnation |  |
|                        | Pour Ávila (XAV)                                        | 7 362     | 0,51  | 0,12 | 0      | en stagnation |  |
|                        | Parti animaliste contre la maltraitance animale (PACMA) | 4 858     | 0,34  | 0,24 | 0      | en stagnation |  |
|                        | Front ouvrier (FO)                                      | 2 521     | 0,18  | Nv.  | 0      | en stagnation |  |
|                        | Allez Palencia (VP)                                     | 1 917     | 0,13  | Nv.  | 0      | en stagnation |  |
|                        | Oui pour Zamora (ZSí)                                   | 1 843     | 0,13  | Nv.  | 0      | en stagnation |  |
|                        | Manière burgalaise (VB)                                 | 1 774     | 0,12  | Nv.  | 0      | en stagnation |  |
|                        | Parti communiste des travailleurs espagnols (PCTE)      | 1 730     | 0,12  | 0,01 | 0      | en stagnation |  |
|                        | Pour un monde + juste (PUM+J)                           | 1 520     | 0,11  | 0,07 | 0      | en stagnation |  |
|                        | Autres partis                                           | 3 948     | 0,28  | -    | 0      | -             |  |
|                        | Vote blanc                                              | 11 043    | 0,77  | 0,32 |        |               |  |
|                        |                                                         |           |       |      |        |               |  |
| Suffrages exprimés     | Suffrages exprimés                                      | 1 430 938 | 98,04 |      |        |               |  |
| Votes nuls             | Votes nuls                                              | 15 377    | 1,96  |      |        |               |  |
| Total                  | Total                                                   | 1 446 315 | 100   | -    | 31     | en stagnation |  |
| Abstention             | Abstention                                              | 637 421   | 30,59 |      |        |               |  |
| Inscrits/Participation | Inscrits/Participation                                  | 2 083 736 | 69,41 |      |        |               |  |

### Ávila
| Parti                  | Parti                                                   | Voix    | %     | +/-  | Sièges | +/-           |  |
| ---------------------- | ------------------------------------------------------- | ------- | ----- | ---- | ------ | ------------- |  |
|                        | Parti populaire (PP)                                    | 42 369  | 43,25 | 8,46 | 2      | 1             |  |
|                        | Parti socialiste ouvrier espagnol (PSOE)                | 26 828  | 27,39 | 1,21 | 1      | en stagnation |  |
|                        | Vox                                                     | 15 068  | 15,38 | 3,14 | 0      | 1             |  |
|                        | Pour Ávila (XAV)                                        | 7 362   | 7,52  | 1,73 | 0      | en stagnation |  |
|                        | Sumar                                                   | 5 027   | 5,13  | 1,35 | 0      | en stagnation |  |
|                        | Parti animaliste contre la maltraitance animale (PACMA) | 275     | 0,28  | 0,18 | 0      | en stagnation |  |
|                        | Front ouvrier (FO)                                      | 100     | 0,10  | Nv.  | 0      | en stagnation |  |
|                        | Autres partis                                           | 295     | 0,30  | -    | 0      | -             |  |
|                        | Vote blanc                                              | 632     | 0,65  | 0,16 |        |               |  |
|                        |                                                         |         |       |      |        |               |  |
| Suffrages exprimés     | Suffrages exprimés                                      | 97 956  | 98,83 |      |        |               |  |
| Votes nuls             | Votes nuls                                              | 1 164   | 1,17  |      |        |               |  |
| Total                  | Total                                                   | 99 120  | 100   | -    | 3      | en stagnation |  |
| Abstention             | Abstention                                              | 37 549  | 27,47 |      |        |               |  |
| Inscrits/Participation | Inscrits/Participation                                  | 136 669 | 72,53 |      |        |               |  |

### Burgos
| Parti                  | Parti                                                   | Voix    | %     | +/-  | Sièges | +/-           |  |
| ---------------------- | ------------------------------------------------------- | ------- | ----- | ---- | ------ | ------------- |  |
|                        | Parti populaire (PP)                                    | 82 329  | 40,64 | 9,87 | 2      | en stagnation |  |
|                        | Parti socialiste ouvrier espagnol (PSOE)                | 69 775  | 34,45 | 2,19 | 2      | en stagnation |  |
|                        | Vox                                                     | 25 858  | 12,77 | 2,10 | 0      | en stagnation |  |
|                        | Sumar                                                   | 17 508  | 8,64  | 2,45 | 0      | en stagnation |  |
|                        | Manière burgalaise (VB)                                 | 1 774   | 0,88  | Nv.  | 0      | en stagnation |  |
|                        | Espagne vidée (EV) (av. PCAS-TC)                        | 1 184   | 0,58  | Nv.  | 0      | en stagnation |  |
|                        | Parti animaliste contre la maltraitance animale (PACMA) | 943     | 0,47  | 0,24 | 0      | en stagnation |  |
|                        | Front ouvrier (FO)                                      | 490     | 0,24  | Nv.  | 0      | en stagnation |  |
|                        | Pour un monde + juste (PUM+J)                           | 354     | 0,17  | 0,14 | 0      | en stagnation |  |
|                        | Parti communiste des travailleurs espagnols (PCTE)      | 349     | 0,17  | 0,03 | 0      | en stagnation |  |
|                        | Recortes Cero                                           | 154     | 0,08  | 0,24 | 0      | en stagnation |  |
|                        | Vote blanc                                              | 1 851   | 0,91  | 0,41 |        |               |  |
|                        |                                                         |         |       |      |        |               |  |
| Suffrages exprimés     | Suffrages exprimés                                      | 202 569 | 98,87 |      |        |               |  |
| Votes nuls             | Votes nuls                                              | 2 317   | 1,13  |      |        |               |  |
| Total                  | Total                                                   | 204 886 | 100   | -    | 4      | en stagnation |  |
| Abstention             | Abstention                                              | 91 515  | 30,88 |      |        |               |  |
| Inscrits/Participation | Inscrits/Participation                                  | 296 401 | 69,12 |      |        |               |  |

### León
| Parti                  | Parti                                                   | Voix    | %     | +/-  | Sièges | +/-           |  |
| ---------------------- | ------------------------------------------------------- | ------- | ----- | ---- | ------ | ------------- |  |
|                        | Parti populaire (PP)                                    | 101 605 | 36,92 | 8,49 | 2      | 1             |  |
|                        | Parti socialiste ouvrier espagnol (PSOE)                | 92 578  | 33,64 | 0,18 | 2      | en stagnation |  |
|                        | Vox                                                     | 35 451  | 12,88 | 2,68 | 0      | 1             |  |
|                        | Union du peuple léonais (UPL)                           | 22 675  | 8,24  | 4,59 | 0      | en stagnation |  |
|                        | Sumar                                                   | 18 577  | 6,75  | 3,71 | 0      | en stagnation |  |
|                        | Parti animaliste contre la maltraitance animale (PACMA) | 895     | 0,33  | 0,24 | 0      | en stagnation |  |
|                        | Front ouvrier (FO)                                      | 541     | 0,20  | Nv.  | 0      | en stagnation |  |
|                        | Espagne vidée (EV)                                      | 486     | 0,18  | Nv.  | 0      | en stagnation |  |
|                        | Parti communiste des travailleurs espagnols (PCTE)      | 319     | 0,12  | 0,02 | 0      | en stagnation |  |
|                        | Parti régionaliste du pays léonais (PREPAL)             | 309     | 0,11  | 0,02 | 0      | en stagnation |  |
|                        | Autres partis                                           | 227     | 0,09  | -    | 0      | -             |  |
|                        | Vote blanc                                              | 1 577   | 0,57  | 0,46 |        |               |  |
|                        |                                                         |         |       |      |        |               |  |
| Suffrages exprimés     | Suffrages exprimés                                      | 275 240 | 99,10 |      |        |               |  |
| Votes nuls             | Votes nuls                                              | 2 486   | 0,90  |      |        |               |  |
| Total                  | Total                                                   | 277 726 | 100   | -    | 4      | en stagnation |  |
| Abstention             | Abstention                                              | 145 191 | 34,33 |      |        |               |  |
| Inscrits/Participation | Inscrits/Participation                                  | 422 917 | 65,67 |      |        |               |  |

### Palencia
| Parti                  | Parti                                                   | Voix    | %     | +/-  | Sièges | +/-           |  |
| ---------------------- | ------------------------------------------------------- | ------- | ----- | ---- | ------ | ------------- |  |
|                        | Parti populaire (PP)                                    | 40 709  | 41,98 | 6,28 | 2      | en stagnation |  |
|                        | Parti socialiste ouvrier espagnol (PSOE)                | 33 613  | 34,67 | 1,42 | 1      | en stagnation |  |
|                        | Vox                                                     | 12 504  | 12,90 | 1,52 | 0      | en stagnation |  |
|                        | Sumar                                                   | 5 877   | 6,06  | 2,03 | 0      | en stagnation |  |
|                        | Allez Palencia (VP)                                     | 1 917   | 1,98  | Nv.  | 0      | en stagnation |  |
|                        | Espagne vidée (EV)                                      | 384     | 0,40  | Nv.  | 0      | en stagnation |  |
|                        | Groupe indépendant Palencia Terre vivante (GIPTV)       | 366     | 0,38  | Nv.  | 0      | en stagnation |  |
|                        | Parti animaliste contre la maltraitance animale (PACMA) | 295     | 0,30  | 0,31 | 0      | en stagnation |  |
|                        | Front ouvrier (FO)                                      | 139     | 0,14  | Nv.  | 0      | en stagnation |  |
|                        | Pour un monde + juste (PUM+J)                           | 99      | 0,10  | 0,12 | 0      | en stagnation |  |
|                        | Autres partis                                           | 226     | 0,23  | -    | 0      | -             |  |
|                        | Vote blanc                                              | 833     | 0,85  | 0,21 |        |               |  |
|                        |                                                         |         |       |      |        |               |  |
| Suffrages exprimés     | Suffrages exprimés                                      | 96 962  | 98,86 |      |        |               |  |
| Votes nuls             | Votes nuls                                              | 1 117   | 1,14  |      |        |               |  |
| Total                  | Total                                                   | 98 079  | 100   | -    | 3      | en stagnation |  |
| Abstention             | Abstention                                              | 39 563  | 28,74 |      |        |               |  |
| Inscrits/Participation | Inscrits/Participation                                  | 137 642 | 71,26 |      |        |               |  |

### Salamanque
| Parti                  | Parti                                                   | Voix    | %     | +/-   | Sièges | +/-           |  |
| ---------------------- | ------------------------------------------------------- | ------- | ----- | ----- | ------ | ------------- |  |
|                        | Parti populaire (PP)                                    | 93 318  | 46,87 | 12,17 | 3      | 1             |  |
|                        | Parti socialiste ouvrier espagnol (PSOE)                | 60 718  | 30,49 | 1,04  | 1      | en stagnation |  |
|                        | Vox                                                     | 29 203  | 14,67 | 3,23  | 0      | 1             |  |
|                        | Sumar                                                   | 11 012  | 5,53  | 1,44  | 0      | en stagnation |  |
|                        | Espagne vidée (EV)                                      | 1 062   | 0,53  | Nv.   | 0      | en stagnation |  |
|                        | Parti animaliste contre la maltraitance animale (PACMA) | 631     | 0,32  | 0,17  | 0      | en stagnation |  |
|                        | Parti régionaliste du pays léonais (PREPAL)             | 489     | 0,25  | 0,09  | 0      | en stagnation |  |
|                        | Parti communiste des travailleurs espagnols (PCTE)      | 325     | 0,16  | 0,06  | 0      | en stagnation |  |
|                        | Front ouvrier (FO)                                      | 278     | 0,14  | Nv.   | 0      | en stagnation |  |
|                        | Pour un monde + juste (PUM+J)                           | 205     | 0,10  | 0,04  | 0      | en stagnation |  |
|                        | Autres partis                                           | 220     | 0,11  | -     | 0      | -             |  |
|                        | Vote blanc                                              | 1 649   | 0,83  | 0,19  |        |               |  |
|                        |                                                         |         |       |       |        |               |  |
| Suffrages exprimés     | Suffrages exprimés                                      | 199 110 | 98,85 |       |        |               |  |
| Votes nuls             | Votes nuls                                              | 2 309   | 1,15  |       |        |               |  |
| Total                  | Total                                                   | 201 419 | 100   | -     | 4      | en stagnation |  |
| Abstention             | Abstention                                              | 99 807  | 32,97 |       |        |               |  |
| Inscrits/Participation | Inscrits/Participation                                  | 300 506 | 67,03 |       |        |               |  |

### Ségovie
| Parti                  | Parti                                                   | Voix    | %     | +/-   | Sièges | +/-           |  |
| ---------------------- | ------------------------------------------------------- | ------- | ----- | ----- | ------ | ------------- |  |
|                        | Parti populaire (PP)                                    | 39 894  | 45,02 | 12,03 | 2      | 1             |  |
|                        | Parti socialiste ouvrier espagnol (PSOE)                | 27 113  | 30,60 | 0,93  | 1      | en stagnation |  |
|                        | Vox                                                     | 12 510  | 14,12 | 3,01  | 0      | 1             |  |
|                        | Sumar                                                   | 7 137   | 8,05  | 1,24  | 0      | en stagnation |  |
|                        | Parti animaliste contre la maltraitance animale (PACMA) | 307     | 0,35  | 0,19  | 0      | en stagnation |  |
|                        | Troisième âge en action (3E)                            | 198     | 0,22  | Nv.   | 0      | en stagnation |  |
|                        | Front ouvrier (FO)                                      | 183     | 0,21  | Nv.   | 0      | en stagnation |  |
|                        | Pour un monde + juste (PUM+J)                           | 136     | 0,15  | 0,01  | 0      | en stagnation |  |
|                        | Marchons ensemble (CJ)                                  | 102     | 0,12  | Nv.   | 0      | en stagnation |  |
|                        | Parti communiste des travailleurs espagnols (PCTE)      | 94      | 0,11  | 0,03  | 0      | en stagnation |  |
|                        | Recortes Cero                                           | 64      | 0,07  | 0,15  | 0      | en stagnation |  |
|                        | Vote blanc                                              | 875     | 0,99  | 0,19  |        |               |  |
|                        |                                                         |         |       |       |        |               |  |
| Suffrages exprimés     | Suffrages exprimés                                      | 88 613  | 98,52 |       |        |               |  |
| Votes nuls             | Votes nuls                                              | 1 332   | 1,48  |       |        |               |  |
| Total                  | Total                                                   | 89 945  | 100   | -     | 3      | en stagnation |  |
| Abstention             | Abstention                                              | 29 509  | 24,70 |       |        |               |  |
| Inscrits/Participation | Inscrits/Participation                                  | 119 454 | 75,30 |       |        |               |  |

### Soria
| Parti                  | Parti                                                   | Voix   | %     | +/-  | Sièges | +/-           |  |
| ---------------------- | ------------------------------------------------------- | ------ | ----- | ---- | ------ | ------------- |  |
|                        | Parti populaire (PP)                                    | 18 895 | 37,22 | 4,37 | 1      | en stagnation |  |
|                        | Parti socialiste ouvrier espagnol (PSOE)                | 14 966 | 29,48 | 5,09 | 1      | en stagnation |  |
|                        | Soria Maintenant (SY!-EV)                               | 9 697  | 19,10 | Nv.  | 0      | en stagnation |  |
|                        | Vox                                                     | 4 978  | 9,81  | 3,69 | 0      | en stagnation |  |
|                        | Sumar                                                   | 1 711  | 3,35  | 4,23 | 0      | en stagnation |  |
|                        | Parti animaliste contre la maltraitance animale (PACMA) | 94     | 0,19  | 0,25 | 0      | en stagnation |  |
|                        | Front ouvrier (FO)                                      | 68     | 0,13  | Nv.  | 0      | en stagnation |  |
|                        | Autres partis                                           | 75     | 0,15  | -    | 0      | -             |  |
|                        | Vote blanc                                              | 285    | 0,56  | 0,99 |        |               |  |
|                        |                                                         |        |       |      |        |               |  |
| Suffrages exprimés     | Suffrages exprimés                                      | 50 769 | 99,24 |      |        |               |  |
| Votes nuls             | Votes nuls                                              | 388    | 0,76  |      |        |               |  |
| Total                  | Total                                                   | 51 157 | 100   | -    | 2      | en stagnation |  |
| Abstention             | Abstention                                              | 24 611 | 32,48 |      |        |               |  |
| Inscrits/Participation | Inscrits/Participation                                  | 75 768 | 67,52 |      |        |               |  |

### Valladolid
| Parti                  | Parti                                                   | Voix    | %     | +/-   | Sièges | +/-           |  |
| ---------------------- | ------------------------------------------------------- | ------- | ----- | ----- | ------ | ------------- |  |
|                        | Parti populaire (PP)                                    | 129 170 | 40,84 | 11,35 | 2      | en stagnation |  |
|                        | Parti socialiste ouvrier espagnol (PSOE)                | 103 596 | 32,75 | 2,45  | 2      | en stagnation |  |
|                        | Vox                                                     | 47 948  | 15,16 | 2,93  | 1      | en stagnation |  |
|                        | Sumar                                                   | 28 049  | 8,87  | 2,15  | 0      | en stagnation |  |
|                        | Espagne vidée (EV)                                      | 1 226   | 0,39  | Nv.   | 0      | en stagnation |  |
|                        | Parti animaliste contre la maltraitance animale (PACMA) | 1 105   | 0,35  | 0,32  | 0      | en stagnation |  |
|                        | Front ouvrier (FO)                                      | 601     | 0,19  | Nv.   | 0      | en stagnation |  |
|                        | Sièges en blanc (EB)                                    | 583     | 0,18  | Nv.   | 0      | en stagnation |  |
|                        | Unité castillane (UdCa)                                 | 463     | 0,15  | Nv.   | 0      | en stagnation |  |
|                        | Pour un monde + juste (PUM+J)                           | 376     | 0,12  | 0,07  | 0      | en stagnation |  |
|                        | Parti communiste des travailleurs espagnols (PCTE)      | 335     | 0,11  | 0,02  | 0      | en stagnation |  |
|                        | Autres partis                                           | 438     | 0,14  | -     | 0      | -             |  |
|                        | Vote blanc                                              | 2 419   | 0,76  | 0,25  |        |               |  |
|                        |                                                         |         |       |       |        |               |  |
| Suffrages exprimés     | Suffrages exprimés                                      | 316 309 | 99,06 |       |        |               |  |
| Votes nuls             | Votes nuls                                              | 3 003   | 0,94  |       |        |               |  |
| Total                  | Total                                                   | 319 312 | 100   | -     | 5      | en stagnation |  |
| Abstention             | Abstention                                              | 112 069 | 25,98 |       |        |               |  |
| Inscrits/Participation | Inscrits/Participation                                  | 431 381 | 74,02 |       |        |               |  |

### Zamora
| Parti                  | Parti                                                   | Voix    | %     | +/-   | Sièges | +/-           |  |
| ---------------------- | ------------------------------------------------------- | ------- | ----- | ----- | ------ | ------------- |  |
|                        | Parti populaire (PP)                                    | 46 196  | 44,67 | 11,10 | 2      | 1             |  |
|                        | Parti socialiste ouvrier espagnol (PSOE)                | 33 601  | 32,49 | 0,33  | 1      | en stagnation |  |
|                        | Vox                                                     | 13 652  | 13,20 | 3,87  | 0      | 1             |  |
|                        | Sumar                                                   | 5 839   | 5,65  | 1,37  | 0      | en stagnation |  |
|                        | Oui pour Zamora (ZSí)                                   | 1 843   | 1,78  | Nv.   | 0      | en stagnation |  |
|                        | Union du peuple léonais (UPL)                           | 526     | 0,51  | 0,14  | 0      | en stagnation |  |
|                        | Parti animaliste contre la maltraitance animale (PACMA) | 313     | 0,30  | 0,13  | 0      | en stagnation |  |
|                        | Parti régionaliste du pays léonais (PREPAL)             | 166     | 0,16  | 0,12  | 0      | en stagnation |  |
|                        | Front ouvrier (FO)                                      | 121     | 0,12  | Nv.   | 0      | en stagnation |  |
|                        | Parti communiste des travailleurs espagnols (PCTE)      | 100     | 0,10  | 0,02  | 0      | en stagnation |  |
|                        | Autres partis                                           | 131     | 0,13  | -     | 0      | -             |  |
|                        | Vote blanc                                              | 922     | 0,89  | 0,32  |        |               |  |
|                        |                                                         |         |       |       |        |               |  |
| Suffrages exprimés     | Suffrages exprimés                                      | 103 410 | 98,80 |       |        |               |  |
| Votes nuls             | Votes nuls                                              | 1 261   | 1,20  |       |        |               |  |
| Total                  | Total                                                   | 104 671 | 100   | -     | 3      | en stagnation |  |
| Abstention             | Abstention                                              | 58 327  | 35,78 |       |        |               |  |
| Inscrits/Participation | Inscrits/Participation                                  | 162 998 | 64,22 |       |        |               |  |